# Blauflügelpitpit
Der Blauflügelpitpit (Dacnis nigripes) ist eine Vogelart aus der Familie der Tangaren (Thraupidae), die im Südosten Brasiliens endemisch ist. Der Bestand wird von der IUCN als potenziell gefährdet (Near Threatened) eingeschätzt. Die Art gilt als monotypisch.

## Merkmale

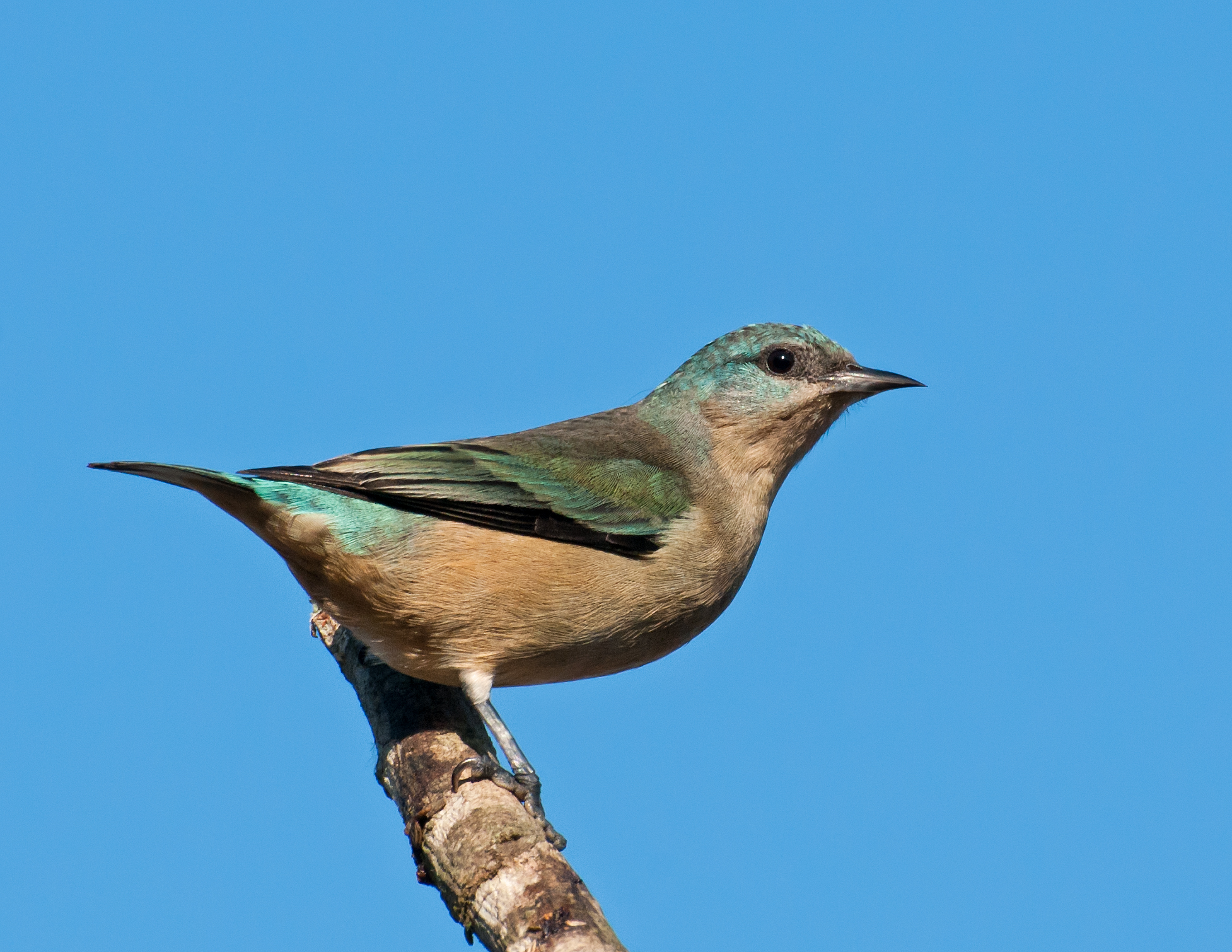
Blauflügelpitpit ♀

Der Blauflügelpitpit erreicht eine Körperlänge von etwa 11,0 cm bei einem Gewicht der Männchen von ca. 12,0 bis 15,0 g und der Weibchen von ca. 11,0 bis 15,5 g. Er hat einen schwarzen Schnabel, die Iris ist dunkel rötlich braun bis dunkelbraun und die Beine sind schwarz bis sehr dunkel. Der Kopf bis Nacken ist beim Männchen überwiegend grünlich blau bis türkisfarben. Die Zügel, der Bereich um die Augen und ein kurzer dünner Hinteraugenstreif sind schwarz und bilden eine Maske. Hinzu kommt ein schmaler schwarzer Kehlfleck. Der schwarze Bereich zwischen Nacken und Schulterfedern wird den von türkisen Schulterfedern begrenzt, was zu einer Dreiecksform führt. Der Rücken und die Oberschwanzdecken sind hell türkisfarben bis grünlich blau. Der Schwanz ist schwarz, wobei die äußeren Steuerfedern blau gesäumt sind. Die Flügeldecken und die inneren Armschwingen sind schwarz mit blauen Säumen. Die äußeren Armschwingen sind schwarz. Die Unterseite ist hell türkisfarben, eine Färbung, die sich von der Brust bis zu den Unterschwanzdecken zieht. Das Weibchen ist am Rücken bräunlich olivfarben. Der vordere Oberkopf, die Wange, die Schultern und der Bürzel sind grünlich bis türkisfarben. Bauchseitig ist die Färbung matt gelbbraun. Das halbwüchsige Exemplare beider Geschlechter ähneln dem Weibchen.

## Lautäußerungen
Der Ruf des Blauflügelpitpits klingt hoch und mit scharf sanften Tönen. Der Gesang kann ein bis sechs Sekunden während eines Pfeifkonzerts dauern. Auch von einem nasalen ñihTon wurde berichtet.

## Fortpflanzung
Der Blauflügelpitpit scheint monogam zu sein. Das Männchen folgt dem Weibchen regelmäßig von Ast zu Ast. So wurde auch schon Balzfütterung außerhalb des Nests beobachtet. Die Brut findet im Südsommer statt, wobei Nester von November bis Mitte Februar entdeckt wurden, obwohl der Nestbau bereits Mitte Oktober beobachtet wurde. Die Nester befinden sich in der Regel in unmittelbarer Nähe zu anderen Nestern bzw. zu Nestern anderer Vogelarten. Dabei wurden keine aggressiven Verhaltensweisen zwischen den Paaren oder zwischen den Arten beobachtet. Es wird angenommen, dass die Vögel ihre Nester in losen Gruppen in der Nähe idealer Nahrungsquellen bauen. Das Nest wird von beiden Geschlechtern gebaut, wobei das Männchen oft mit dem Weben beginnt und das Weibchen das Nest perfektioniert. Die gut getarnten Nester sind stift- oder kelchförmig. Meist werden sie in Bäumen mit vielen Epiphyten gebaut. Aufgrund der verwendeten Flechten und Epiphyten, die beim Bau verwendet werden, hat das Nest ein bartähnliches Aussehen. Die Flechten der Gattung Usnea werden häufig als Hauptbestandteil ihrer Nester verwendet. Diese dienen sowohl als Futter als auch zur Tarnung. Ebenso wie die Bromeliengattung Tillandsia zum Bau verwendet. Das Nest wird in fünf bis neun Meter über dem Boden platziert und ist ca. 25 cm hoch und 8 cm tief. Mehrere Nester wurden in Sümpfen gefunden, dabei eins auf der Außenseite der Baumkrone von Rapanea ferruginea und das andere in einem Tipuana tipu Baum. Das Weibchen brütet die Eier aus und das Männchen füttert das brütende Weibchen. Die Brutdauer  beträgt 14 Tage und es braucht weitere 13 bis 14 Tage, bis die Nestlinge flügge werden. Ihre Nestlinge füttern sie gerne mit Früchten von Rapanea ferruginea und Pouteria ramiflora.

## Verhalten und Ernährung
Der Blauflügelpitpit ist ein Allesfresser, der sich von Früchten, Insekten, Nektar und einigen Samen ernährt. Der Mageninhalt von sechs Exemplaren enthielt tierische und pflanzliche Materialien wie Beeren der Gattung Miconia, Samen der Gattung Xylopia, unidentifizierte Früchte, Käfer, Zweiflügler, Hautflügler und kleine Raupen. Aber auch Bananen an Feedern, Beeren von Trema micrantha, Clusia, Alchornea glandulosa und Schinus  gehörten zu seiner Ernährung. Auch die Blüten von Erythrina falcata und Erythrina verna fliegt er regelmäßig für Nektar an. Weitere Nektarquellen sind Mabea brasiliensis, Callistemon rigidus und Spirotheca passifloroides. Ebenso sammelt er Insekten und Nektar an Blumen wie Schizolobium parahyba oder an Eukalyptusbäumen. Des Weiteren wurde er beim Sammeln von Insekten an Pinus cones beobachtet. Alchornea glandulosa scheint eine große Bedeutung für die Fortpflanzung der Art zu haben. Sein Futter scheint er in den mittleren bis oberen Straten zu suchen. Gelegentlich macht er kurze Flugausflüge um Insekten im Flug zu jagen. Er gilt teilweise als Nomade, doch ist sein Zugverhalten in Höhenlagen und in der Breite ist bisher nicht gut verstanden. Man findet ihn am Morgen in Gruppen von zwei bis fünf Exemplaren, später auch in gemischten Gruppen mit anderen Vögeln. So wurde er in Gemeinschaft mit Blaukopfpitpit (Dacnis cayana), Schwarzwangentangare (Pipraeidea melanonota), Gelbbrustbekarde (Pachyramphus viridis), Schopfbekarde (Pachyramphus validus), Rotaugenvireo (Vireo olivaceus), Rotsteiß-Spitzschnabel (Conirostrum speciosum), Gelbbürzeltangare (Hemithraupis flavicollis), Feuerhaubentangare (Tachyphonus cristatus), Palmentangare (Thraupis palmarum), Dreifarbentangare (Tangara seledon), Blaukappentangare (Tangara cyanocephala) und Buntkehlsaltator (Saltator maximus) beobachtet.

## Verbreitung und Lebensraum

Verbreitungsgebiet des Blauflügelpitpits

Der Blauflügelpitpit bevorzugt primäres Habitat wie tropischen immergrünen Wald. Die Art bewohnt die Ränder feuchter Wälder, mit Primärwald, Sekundärvegetation und Waldlichtungen. Typisch sind für ihn feuchte Wälder und gelegentlich die angrenzenden Moorgebiete. Man findet ihn nur sporadisch an den Küsten im Südosten Brasiliens, die als Serra do Mar bekannt ist. Hier ist er sehr verstreut vom zentralen Espírito Santo südlich bis Rio de Janeiro und São Paulo und östlich bis Paraná und das nordöstliche Santa Catarina anzutreffen. Meist bewegt er sich in Höhenlagen von ca. 470 bis 850 Metern, saisonal kann man ihn auch in 1700 Meter treffen.

## Etymologie und Forschungsgeschichte

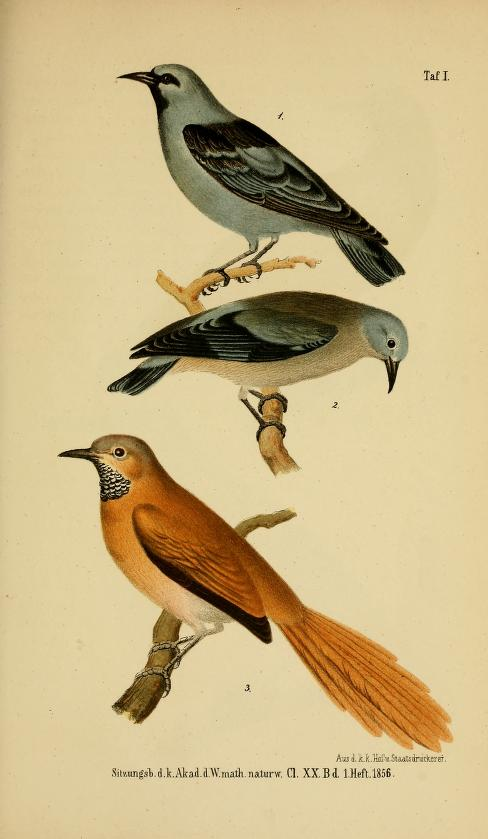
Illustration Blauflügelpitpit und Grauwangen-Dickichtschlüpfer als Teil der Erstbeschreibung

Die Erstbeschreibung des Blauflügelpitpits erfolgte 1856 durch August von Pelzeln unter dem wissenschaftlichen Namen Dacnis nigripes. Das  Typusexemplars wurde vom Naturalienhändler Carl Henrich Bescke (1798–1851) aus dem Nova Friburgo zugesandt. 1816 führte Georges Cuvier die neue Gattung Dacnis für die Pit-Pits von Georges-Louis Leclerc de Buffon ein. Dieses Wort leitet sich vom griechischen »daknis δακνις« für einen nicht identifizierten Vogel aus Ägypten ab, den Hesychios von Alexandria und Sextus Pompeius Festus erwähnten. Der Artname nigripes ist ein lateinisches Wortgebilde aus niger für schwarz und pes, pedis für Fuß.